# Acacia demostachya
Acacia demostachya är en ärtväxtart som beskrevs av George Bentham. Acacia demostachya ingår i släktet akacior, och familjen ärtväxter. Inga underarter finns listade i Catalogue of Life.